# Communauté européenne de l'énergie atomique
Cet article concerne la Communauté créée en 1958. Pour le projet de Communauté développé depuis 2006, voir Communauté européenne de l'énergie.
Pour les articles homonymes, voir CEEA.
La Communauté européenne de l'énergie atomique (CEEA ou Euratom) est un organisme public européen chargé de coordonner les programmes de recherche sur l'énergie nucléaire. Il a été institué pour une durée « illimitée » par le traité Euratom, signé le 25 mars 1957 par les six pays membres de la Communauté européenne du charbon et de l'acier (CECA), complétée par la CEE à la suite du traité de Rome en mars 1957, et est entré en vigueur le 1er janvier 1958. Il vise notamment la « formation et la croissance rapide des industries nucléaires » au sein des pays signataires, lesquels cherchaient alors à limiter grâce au nucléaire civil leur dépendance énergétique – notamment après la crise du canal de Suez en 1956 qui avait posé des problèmes d'approvisionnement en pétrole au moment où cette énergie remplaçait le charbon dans l'industrie électrique.
Devenu l'une des trois Communautés européennes avec la CECA (Communauté européenne du charbon et de l'acier) et la Communauté économique européenne (CEE) à la suite de la fusion de leurs exécutifs en 1967, il est aujourd'hui de facto sous l'autorité de l'Union européenne (mais en reste de jure distinct) depuis la disparition en 2009 de la structure de l'UE en « piliers » (où les Communautés européennes constituaient le premier pilier).
Institué pour renforcer la recherche, faciliter les investissements et assurer de larges débouchés à l'industrie nucléaire, l'Euratom a toutefois dû limiter ses ambitions en raison du caractère sensible du secteur : les réalisations se limitent à la construction de quatre centres de recherche en Allemagne, (Karlsruhe), en Belgique (Geel), aux Pays-Bas (Petten) et en Italie (Ispra) ainsi que de cinq centrales nucléaires en France (Chooz), en Allemagne (Gundremmingen), et surtout en Italie (Garigliano, Latina et Trino Vercellese) et au financement de programmes tels l'organisation de développement énergétique coréenne.

## Histoire

### Origine et création
À la suite de la crise du canal de Suez en 1956, l'Assemblée européenne proposa d'étendre les fonctions de la Communauté européenne du charbon et de l'acier (CECA) afin de couvrir les autres sources énergétiques. Toutefois, Jean Monnet, l'architecte et président de la CECA, souhaita la création d'une communauté séparée dédiée à l'énergie nucléaire. Louis Armand prit la tête d'une étude portant sur la possibilité d'un usage de l'énergie nucléaire civile en Europe; son rapport conclut qu'un développement nucléaire approfondi était nécessaire pour combler le déficit créé par l'épuisement des ressources en charbon et réduire la dépendance envers les producteurs de pétrole.
Au-delà d'une coordination des politiques énergétiques, les États du Benelux et l'Allemagne de l'Ouest désiraient la création d'un marché commun global ; néanmoins, cette idée rencontra en France des résistances protectionnistes, et Jean Monnet considérait la tâche trop complexe. Afin d'établir un compromis, Monnet proposa ensuite de créer parallèlement les deux communautés : l'Euratom et la Communauté économique européenne (CEE).
La conférence intergouvernementale pour le Marché commun et l'Euratom, qui s'est tenue au château de Val Duchesse en 1956, a permis de rédiger les éléments essentiels du nouveau traité. L'Euratom se focaliserait sur la coopération dans le domaine du nucléaire, alors populaire, et partagerait avec la CEE le Parlement et la Cour de justice, mais pas l'exécutif. L'Euratom aurait sa propre Commission, avec des pouvoirs moins importants que ceux de la Haute Autorité de la CECA, et son Conseil. Le 25 mars 1957, le Traité Euratom fut signé par les six membres fondateurs de la CECA et il devint effectif le 1er janvier 1958,,.
Le 29 mai 1958 à Bruxelles et le 18 juin 1958 à Washington, les États-Unis et la CEEA signent un accord de principe portant sur une coopération plus étroite en faveur de l'utilisation pacifique de l'énergie atomique.
Depuis 2014, la Suisse participe aux programmes de la CEEA en tant qu'État associé.

### Fusion des exécutifs communautaires
Afin de réduire les coûts, les exécutifs de la CECA et de l'Euratom fusionnèrent en 1965 avec celui de la CEE, selon le traité de fusion des exécutifs communautaires. Les trois communautés furent alors rassemblées sous le nom de Communautés européennes, tout en continuant d'exister distinctement les unes des autres. Les Communautés européennes forment l'un des trois piliers définis par le Traité de Maastricht, qui créa l'Union européenne en 1992.
Depuis, l'Euratom reste une personnalité juridique distincte et fonctionne suivant un traité peu amendé par rapport au traité initial.

### Retrait du Royaume-Uni de l'Euratom
À la suite du référendum sur l'appartenance à l'Union européenne du 23 juin 2016, le Royaume-Uni a engagé les procédures nationales visant à permettre à la Première ministre Theresa May d'invoquer l'article 50 du traité sur l'Union européenne.
La lettre demandant l'enclenchement de la procédure de retrait est donnée au président du Conseil européen Donald Tusk le 29 mars 2017. L'UE et l'Euratom partageant les mêmes institutions, aucune notification séparée n'est requise. Ainsi, le paragraphe 3 de la lettre énonce :

« Par la présente, je notifie le Conseil européen conformément à l'article 50(2) du traité sur l'Union européenne de l'intention du Royaume-Uni de quitter l'Union européenne. De plus, conformément à ce même article tel qu'appliqué selon l'article 106 bis du traité établissant la Communauté européenne de l'énergie atomique, je notifie par la présente le Conseil européen de l'intention du Royaume-Uni de se retirer de la Communauté européenne de l'énergie atomique. »

— Première ministre Theresa May, Notification de l'intention du Royaume-Uni de quitter l'Union européenne
La version originale, en anglais, est la suivante :

« I hereby notify the European Council in accordance with Article 50(2) of the Treaty on European Union of the United Kingdom's intention to withdraw from the European Union. In addition, in
accordance with the same Article 50(2) as applied by Article 106a of the Treaty Establishing the European Atomic Energy Community, I hereby notify the European Council of the United Kingdom's intention to withdraw from the European Atomic Energy Community. »

— Première ministre Theresa May, Notification de l'intention du Royaume-Uni de quitter l'Union européenne
Le retrait du Royaume-Uni de l'Euratom pose différentes questions. Le rapport de force pour décider au sein de l'Euratom renforce l'Allemagne qui souhaite le démantèlement alors que la France s’intéresse davantage à la recherche sur la fission nucléaire (SFEN)[réf. nécessaire]. D'après Paul Dorfman, professeur à l’Energy Institute de l’University College de Londres, la sortie du Royaume-Uni de l'Euratom va rendre l'industrie moins compétitive et moins sûre.
Le Brexit pose des questions de financement pour deux projets :
- le projet JET (Joint European Torus) est situé au Royaume-Uni alors qu'il est financé pour moitié par l'Euratom ;
- le Royaume-Uni devra également se positionner sur sa participation au projet de la construction du réacteur expérimental ITER à Cadarache[8].

Le Brexit nécessite également une répartition des matériaux et déchets nucléaires, ainsi que de leur responsabilité.

### Chronologie
| Signature Entrée en vigueur Nom du traité | 1948 Traité de Bruxelles                                      | 1951 1952 Traité CECA                             | 1954 1955 Accords de Paris                            | 1957 1958 Traité de Rome (TCEE) Traité Euratom        | 1965 1967 Traité de fusion                            | 1975 1976 institution officieuse    | 1986 1987 Acte unique européen | 1992 1993 Traité de Maastricht (TUE et TCE) | 1992 1993 Traité de Maastricht (TUE et TCE) | 1997 1999 Traité d'Amsterdam (TUE et TCE) | 2001 2003 Traité de Nice (TUE et TCE) | 2007 2009 Traité de Lisbonne (TUE et TFUE) | 2007 2009 Traité de Lisbonne (TUE et TFUE) |  |  |  |  |  |  |  |  |
|                                           |                                                               |                                                   |                                                       |                                                       |                                                       |                                     |                                |                                             |                                             |                                           |                                       |                                            |                                            |  |  |  |  |  |  |  |  |
| Les trois piliers de l'Union européenne   |                                                               |                                                   |                                                       |                                                       |                                                       |                                     |                                |                                             |                                             |                                           |                                       |                                            |                                            |  |  |  |  |  |  |  |  |
| Communautés européennes                   |                                                               |                                                   |                                                       |                                                       |                                                       |                                     |                                |                                             |                                             |                                           |                                       |                                            |                                            |  |  |  |  |  |  |  |  |
|                                           | Communauté européenne de l'énergie atomique (Euratom)         |                                                   |                                                       |                                                       |                                                       |                                     |                                |                                             |                                             |                                           |                                       |                                            |                                            |  |  |  |  |  |  |  |  |
|                                           |                                                               |                                                   | Communauté européenne du charbon et de l'acier (CECA) | Communauté européenne du charbon et de l'acier (CECA) | Communauté européenne du charbon et de l'acier (CECA) | Dissoute en 2002                    | Dissoute en 2002               | Dissoute en 2002                            |                                             | Union européenne (UE)                     | Union européenne (UE)                 |                                            |                                            |  |  |  |  |  |  |  |  |
|                                           |                                                               |                                                   | Communauté économique européenne (CEE)                | Communauté économique européenne (CEE)                | Communauté économique européenne (CEE)                |                                     |                                | Communauté européenne (CE)                  | Communauté européenne (CE)                  | Union européenne (UE)                     | Union européenne (UE)                 |                                            |                                            |  |  |  |  |  |  |  |  |
|                                           |                                                               | TREVI                                             | TREVI                                                 | Justice et affaires intérieures (JAI)                 |                                                       |                                     |                                | Communauté européenne (CE)                  | Communauté européenne (CE)                  | Union européenne (UE)                     | Union européenne (UE)                 |                                            |                                            |  |  |  |  |  |  |  |  |
|                                           | Coopération policière et judiciaire en matière pénale (CPJMP) | TREVI                                             | TREVI                                                 | Justice et affaires intérieures (JAI)                 |                                                       |                                     |                                |                                             |                                             | Union européenne (UE)                     | Union européenne (UE)                 |                                            |                                            |  |  |  |  |  |  |  |  |
|                                           | Coopération politique européenne (CPE)                        | Politique étrangère et de sécurité commune (PESC) | Politique étrangère et de sécurité commune (PESC)     | Politique étrangère et de sécurité commune (PESC)     | Politique étrangère et de sécurité commune (PESC)     |                                     |                                |                                             |                                             | Union européenne (UE)                     | Union européenne (UE)                 |                                            |                                            |  |  |  |  |  |  |  |  |
| Union occidentale (UO)                    | Union occidentale (UO)                                        | Union de l'Europe occidentale (UEO)               | Union de l'Europe occidentale (UEO)                   | Union de l'Europe occidentale (UEO)                   | Union de l'Europe occidentale (UEO)                   | Union de l'Europe occidentale (UEO) |                                |                                             |                                             |                                           | Union européenne (UE)                 |                                            |                                            |  |  |  |  |  |  |  |  |
| Union occidentale (UO)                    | Union occidentale (UO)                                        | Union de l'Europe occidentale (UEO)               | Union de l'Europe occidentale (UEO)                   | Union de l'Europe occidentale (UEO)                   | Union de l'Europe occidentale (UEO)                   | Union de l'Europe occidentale (UEO) | Dissoute en 2011               |                                             |                                             |                                           |                                       |                                            |                                            |  |  |  |  |  |  |  |  |
|                                           |                                                               |                                                   |                                                       |                                                       |                                                       |                                     |                                |                                             |                                             |                                           |                                       |                                            |                                            |  |  |  |  |  |  |  |  |

## Institutions
Jusqu'en 1967, avec l'entrée en vigueur du traité de fusion des exécutifs communautaires, la Commission et le Conseil détenaient l'exécutif au sein de la Communauté date à laquelle tous les exécutifs des Communautés furent fusionnés. Le Parlement et la Cour de Justice étaient déjà deux institutions communes aux Communautés européennes.

### Exécutif

#### Commission
La Commission de l'Euratom est restée distincte de la Commission des autres Communautés jusqu'en 1967. Contrairement à la Commission de la CEE, la Commission de l'Euratom n'est composée que de cinq membres.
Son règlement intérieur a été adopté lors de la séance du 8 juin 1960 et est entré en vigueur après sa publication au journal officiel des Communautés européennes le 16 août 1960.
Ce règlement se compose de trois chapitres et de 17 articles. Ce règlement établit que la Commission doit se réunir au moins une fois par semaine (art. 3). La séance est présidée par le président de la Commission,. Chaque membre peut demander que la Commission se réunisse. Les séances tenues par la Commission sont confidentielles.
Le quorum des commissaires présent est de trois,.
Ce règlement intérieur a été modifié une seule fois, avant que la Commission soit fusionnée avec celles des autres Communautés, le 13 décembre 1961.

##### Présidents
Le président de la Commission prépare et arrête l'ordre du jour de chaque séance,.
Elle fut dirigée par seulement trois présidents pendant la période d'indépendance de l'exécutif (1958-1967), tous originaires de France :
| Président       | Mandat    | Commission          |
| --------------- | --------- | ------------------- |
| Louis Armand    | 1958-1959 | Commission Armand   |
| Étienne Hirsch  | 1959-1962 | Commission Hirsch   |
| Pierre Chatenet | 1962-1967 | Commission Chatenet |

#### Conseil
Le Conseil de l'Euratom exerce, en vertu de l'article 115 du traité, « ses attributions et ses pouvoirs de décisions dans les conditions prévues » par le traité. Ceci signifie que le Conseil de la CEEA n'exerce son pouvoir de décision que s'il est expressément conféré. Il se distingue ainsi du Conseil de la CEE en ce que ce dernier exerce, sauf exceptions, son pouvoir de décision.
Le Conseil ne peut jamais agir sans l'intervention de la Commission. Il se distingue là aussi du Conseil de la CEE en ce qu'il existait certaines dérogations. Il ne fait que fixer le cadre général des activités de la Communauté.
Le Conseil intervient dans dix domaines principaux : les programmes de recherches et d'enseignement, l'élaboration du règlement du Comité d'arbitrage, l'adoption du règlement de sécurité relatif aux connaissances détenu par la Communauté, la détermination des normes de bases en matière de protection sanitaire et d'investissement, les entreprises communes, les prix des produits, l'éventuelle modification des règles d'approvisionnement, le marché commun et le budget.

### Institutions partagées par les trois Communautés
Les attributions de l'Assemblée et de la Cour de justice telles qu'elles étaient prévues par le traité Euratom étaient analogues aux attributions de la CEE. Ce parallélisme a permis aux parties au traité de signer, dès le 25 mars 1957, une convention particulière selon laquelle ces deux institutions, ainsi que le Comité économique et social, seraient partagés avec la CEE et la CECA.

### Agences et entreprises communes
Une agence est créée qui a le droit d'acheter des minerais, des matières premières et des matières fissiles spéciales produites sur le territoire des États membres et le droit exclusif de conclure des contrats pour la fourniture de ces matières à des pays à l'intérieur ou à l'extérieur de la Communauté. À partir des quantités disponibles de la Communauté, l'Agence peut créer les stocks commerciaux nécessaires pour faciliter l'approvisionnement de la Communauté. Le mode de financement de ces stocks est approuvé par le Conseil, statuant à la majorité qualifiée sur proposition de la Commission. L'approvisionnement en minerais et matières fissiles spéciales est assuré selon le principe de l'égalité d'accès aux sources d'approvisionnement par le biais d'une politique d'approvisionnement commune:
- Agence d'approvisionnement EURATOM (ESA)

Les entreprises communes mettent en œuvre par un partenariat public-privé des projets qui sont importantes pour le développement de l'industrie nucléaire. Tant que les organes chargés de l'exploitation des entreprises communes n'ont pas encore été créés, la Commission est responsable de la mise en œuvre des décisions du Conseil relatives à la création de ces entreprises:
- F4E (« Fusion à des fins énergétiques », Fusion for Energy) Entreprise commune européenne pour ITER ou Entreprise Fusion à des fins énergétiques[18]
- JET, Joint European Torus

## Buts et accomplissements
Le but de l'Euratom était de créer un marché spécialisé pour l'énergie nucléaire, la distribuer dans la communauté et vendre le surplus aux États non-membres. Son projet actuel majeur est sa participation au réacteur à fusion international ITER financé par le FP7. L'Euratom fournit des prêts pour financer les projets nucléaires dans l'UE.

### Participations et programmes d'Euratom
- Réacteurs électrogènes
  -  Allemagne
    - Gundremmingen-A[20] (1966-1977)

  -  France
    - Chooz A (1967-1991)

  -  Italie
    - Latina (1963-1987)
    - Garigliano (1964-1982)
    - Trino Vercellese (1964-1990)

- Réacteurs expérimentaux
  -  Allemagne
    - THTR-300, en collaboration avec RWE (1983-1989)

  -  Belgique
    - BR2, exploité conjointement avec le CEN[21] (depuis 1962)

  -  France
    - ITER (prévu pour 2030)

  -  Italie
    - Ispra-1 (it) CCR (1959–1973)
    - ECO/Expérience Critique Orgel CCR (1966–1983)
    - ESSOR/ESSai ORgel CCR (1967–1983)

  -  Royaume-Uni
    - Dragon (en), en collaboration avec UKAEA (1965-1976)
    - JET/Joint European Torus (depuis 1983)

## Limites
Le fonctionnement d'Euratom bute sur l'absence d'autorité supranationale et les intérêts nationaux. La France engagée dans un programme nucléaire spécifique à finalité militaire, participe peu aux programmes d'Euratom[réf. nécessaire]. De plus à partir de 1968, Euratom et la CECA perdent toute spécificité dans le dispositif général des Communautés, les exécutifs fusionnant dans la même structure après le Traité de fusion des exécutifs communautaires.

### Guerre des filières
Cette guerre des filières dura environ dix ans, jusqu'en 1969. L'Euratom avait pour mission de coordonner les programmes nationaux et de les intégrer dans le programme communautaire. La coordination bute cependant rapidement sur une difficulté en ce qui concerne les réacteurs et notamment sur le point de savoir lequel du réacteur à uranium enrichi ou du réacteur à uranium naturel doit être utilisé.
La France, partisane du réacteur à uranium naturel, avance des arguments politiques tels l'indépendance qu'il permet en matière d’approvisionnement, étant donné le monopole que possèdent à cette époque les États-Unis sur les capacités d'enrichissement d'uranium, ou encore les avantages qu’il présente pour la production du plutonium. Les investissements d'installation sont reconnus plus importants, mais les dépenses d'exploitation sont, elles, réduites par le moindre coût du combustible non enrichi.
L'uranium enrichi, défendu par l'Allemagne, l'Italie et le Benelux, offre l'avantage de la polyvalence dans ses applications. La finalité est alors de produire de l'électricité mais aussi de répondre à d'autres problèmes de la vie industrielle moderne, et l'uranium enrichi offre de ce côté des perspectives pour être utilisé en particulier aussi pour l'énergie motrice. Les installations moins encombrantes qu'il implique font partie des arguments en faveur de ce choix. De plus dans un marché plus libéralisé que celui français, la possibilité d'investir moins au départ et de répartir les coûts sur la durée de vie de l'opération de la centrale à travers la production du combustible est aussi un avantage, d'autant que les analyses de coût ne donnent pas à cette époque un avantage clair à une technologie sur l'autre.
Le choix des filières oppose donc une vision où prévaut l’initiative de l’État dans tout le secteur énergétique (l'indépendance par rapport à une technologie étrangère non-européenne prévaut donc sur le marché) et une autre où les producteurs privilégient les critères de rentabilité et cherchent à étaler le coût pour mieux le faire supporter aux consommateurs.
Mario Pedini, membre du Parlement européen, estime que cette « guerre des filières » est inutile. Selon lui, Euratom n'a pas à prendre position pour une des filières exclusivement de l'autre. En effet il s'agit, selon lui, de préparer les infrastructures, les services, les éléments économiques, et les dimensions du marché au sein duquel « la structure nucléaire d'une industrie européenne moderne » se développera en fonction des particularités du marché de chaque pays.
La guerre des filières se termine en 1969 par une victoire claire de la filière enrichie, la France abandonnant sa défense de l'uranium naturel et choisissant la technologie américaine de l'uranium enrichi.

### Nécessité de sortir du cadre de la nation
La France s'efforçait dans le même temps de mettre au point un prototype de réacteur rapide et autonome qui concurrençait un prototype du même type qui était en voie de construction en Allemagne. Cette dispersion des ressources humaines et financières constitue le principal obstacle à de réels progrès scientifiques. L'Euratom n'aurait ainsi pas réussi à imposer un programme communautaire aux organismes nationaux de politique atomique qui restaient par conséquent prédominants.

« On peut encore remédier à tout cela, estime le rapporteur, l’essentiel est de ne pas laisser prévaloir les tendances qui visent les unes à subordonner la Communauté à la nation, les autres à réduire la Communauté atomique à n’être qu’un centre expérimental incapable d’influencer la politique nucléaire de l’Europe. L’action communautaire est indispensable et il convient d’en poser dès maintenant les prémices. De quelle façon ? En assurant une coordination judicieuse entre les programmes communautaires et les programmes nationaux entre les prévisions générales et les prévisions particulières. »

— Mario Pedini
Cette prédominance s'explique aussi par le fait que, lors de la création de l'Euratom, d'importantes fractions du Parlement français imposèrent que la France puisse continuer ses efforts militaires en ce qui concerne la bombe. Une partie du domaine nucléaire échappa donc à la Communauté.